# 브루슈카 학살
브루슈카 학살은 1991년 12월 21일 크로아티아 독립 전쟁 기간 크로아티아 벤코바츠 인근의 작은 마을인 브루슈카에서 세르브계 준군사조직인 크니냐스(빨간 베레)가 마리노비치 일가의 마을 주민 10명을 집단 학살한 사건이다. 학살당한 피해자 중 9명은 마리노비치 일가족이었고 나머지 1명은 이웃 세르브인 주민이었다. 이들은 집 안에서 카드놀이를 하다가 밖으로 끌려나와 크니냐스 준군사조직 병사에게 그 자리에서 전부 총살당했다. 크니냐스는 크로아티아 법무부가 기소한 드라간 바실코비치의 지휘를 받았다. 바실코비치는 2006년 오스트레일리아에서 체포되었으며 이후 2015년 크로아티아로 인도되었다. 바실코비치는 2017년 9월 기타 여러 전쟁 범죄 혐의로 15년형을 선고받았다.

## 같이 보기
- 크로아티아의 학살 목록